# Prix Guy-Deloison
Le prix Guy-Deloison est une course hippique de trot attelé se déroulant au mois de novembre sur l'hippodrome de Vincennes (en août avant 2022).
C'est une course de Groupe II réservée aux pouliches de 3 ans ayant gagné au moins 13 000 € (conditions en 2024).
Elle se court sur la distance de 2 700 mètres (grande piste), départ volté. En 2024, l'allocation est de 120 000 €, dont 54 000 € pour le vainqueur.
Son pendant chez les poulains est le prix Pierre-Plazen se déroulant le même jour. Pour l'édition 2022, les deux épreuves étaient fusionnées sous le nom de prix Guy-Deloison.
Créée en 1980,, la course honore la mémoire de Guy Deloison, professionnel du trot du milieu du XXe siècle, notamment propriétaire de la jument Sa Bourbonnaise qui remporta le critérium des 4 ans, celui des 5 ans, le prix du Président de la République et le prix de Normandie.

## Palmarès
| Année | Vainqueur          | Père               | Driver                | Entraîneur              | Distance | Réd.km |
| ----- | ------------------ | ------------------ | --------------------- | ----------------------- | -------- | ------ |
| 2024  | Liza Josselyn      | Ready Cash         | Jean-Michel Bazire    | Nicolas Bazire          | 2 700 m  | 1'13"3 |
| 2023  | Katinka du Mouchel | Prodigious         | Clément Duvaldestin   | Thierry Duvaldestin     | 2 700 m  | 1'13"4 |
| 2022  | Just a Gigolo      | Boccador de Simm   | Franck Nivard         | Philippe Allaire        | 2 700 m  | 1'13"4 |
| 2021  | Idylle Speed       | Carat Williams     | Franck Nivard         | François-Pierre Bossuet | 2 700 m  | 1'14"1 |
| 2020  | Hanna des Molles   | Village Mystic     | Alexandre Abrivard    | Laurent-Claude Abrivard | 2 700 m  | 1'15"1 |
| 2019  | Girls Talk         | Brillantissime     | David Thomain         | Philippe Allaire        | 2 700 m  | 1'14"3 |
| 2018  | Flèche Bourbon     | Saxo de Vandel     | Jean-Philippe Monclin | Sébastien Guarato       | 2 700 m  | 1'14"3 |
| 2017  | Erminig d'Oliverie | Scipion du Goutier | Franck Nivard         | Franck Leblanc          | 2 175 m  | 1'12"2 |
| 2016  | Dawana             | Ready Cash         | Gabriele Gelormini    | Philippe Allaire        | 2 175 m  | 1'12"8 |
| 2015  | Cère Josselyn      | Kaisy Dream        | David Thomain         | Thierry Duvaldestin     | 2 175 m  | 1'14"3 |
| 2014  | Biche des Clos     | Rolling d'Héripré  | Mathieu Mottier       | Danielle Mottier        | 2 175 m  | 1'12"0 |
| 2013  | Avila              | Ready Cash         | Thierry Duvaldestin   | Thierry Duvaldestin     | 2 175 m  | 1'12"7 |
| 2012  | Véra Pierji        | Otello Pierji      | Franck Nivard         | Thierry Duvaldestin     | 2 175 m  | 1'12"4 |
| 2011  | Une de Bertrange   | Fortuna Fant       | Jean-Michel Bazire    | Jean-Michel Bazire      | 2 175 m  | 1'13"2 |
| 2010  | Texas Style        | Goetmals Wood      | Louis Baudron         | Louis Baudron           | 2 175 m  | 1'14"2 |
| 2009  | Scala Bourbon      | Love You           | Franck Nivard         | Sébastien Guarato       | 2 175 m  | 1'13"3 |
| 2008  | Royal Crown        | Love You           | Bernard Piton         | Jean Baudron            | 2 175 m  | 1'12"7 |
| 2007  | Qualita Bourbon    | Love You           | Jean-Pierre Dubois    | Jean-Pierre Dubois      | 2 175 m  | 1'16"  |
| 2006  | Pearl Queen        | Carpe Diem         | Thierry Duvaldestin   | Thierry Duvaldestin     | 2 175 m  | 1'13"7 |
| 2005  | Olivia Jet         | Halimède           | Pierre Vercruysse     | Jean-Étienne Dubois     | 2 175 m  | 1'13"8 |
| 2004  | Nippy Girl         | Ginger Somolli     | Sébastien Baude       | Franck Harel            | 2 175 m  | 1'13"7 |
| 2003  | Mahana             | Défi d'Aunou       | Jean-Pierre Dubois    | Jean-Pierre Dubois      | 2 175 m  | 1'16"9 |
| 2002  | Leda d'Occagnes    | Cygnus d'Odyssee   | Wilhelm Paal          | Pierre-Désiré Allaire   | 2 175 m  | 1'13"8 |
| 2001  | Kidacra            | Qualmont du Vivier | Alain Laurent         | Alain Laurent           | 2 175 m  | 1'14"8 |
| 2000  | Java Speed         | Ursulo de Crouay   | Yves Dreux            | Antoine-Paul Bézier     | 2 175 m  | 1'15"1 |
| 1999  | Island Dream       | Coktail Jet        | Jean-Pierre Dubois    | Jean-Pierre Dubois      | 2 175 m  | 1'16"2 |
| 1998  | Hina Josselyn      | Cezio Josselyn     | Jean-Michel Bazire    | L. Goncalves-Fernandes  | 2 175 m  | 1'14"7 |
| 1997  | Gentille de Brévol | Viking's Way       | Alain Laurent         | Alain Laurent           | 2 100 m  | 1'16"1 |
| 1996  | Floda Josselyn     | Workaholic         | Jean-Michel Bazire    | L. Goncalves-Fernandes  | 2 175 m  | 1'16"7 |
| 1995  | Eyra de Bellouet   | Viking's Way       | Patrice Lebouteiller  | Patrice Lebouteiller    | 2 100 m  | 1'15"4 |
| 1994  | Déa Josselyn       | Armbro Goal        | Jean-Étienne Dubois   | Jean-Étienne Dubois     | 2 175 m  | 1'16"2 |
| 1993  | Concertina         | Rainbow Runner     | Jean-Étienne Dubois   | Jean-Étienne Dubois     | 2 175 m  | 1'17"4 |
| 1992  | Bahama             | Quito de Talonay   | Jean-Étienne Dubois   | Jean-Étienne Dubois     | 2 100 m  | 1'18"1 |
| 1991  | Autour d'Aunou     | Speedy Somolli     | Jean-Étienne Dubois   | Jean-Étienne Dubois     | 2 300 m  | 1'16"3 |
| 1990  | Victoire Classique | Mon Tourbillon     | Jean-Pierre Viel      | Jean-Pierre Viel        | 2 300 m  | 1'16"5 |
| 1989  | Une de Rio         | Florestan          | Jean-Pierre Dubois    | Jean-Pierre Dubois      | 2 100 m  | 1'15"8 |
| 1988  | Topaze d'Ombrée    | Kimberland         | Ulf Nordin            | Ulf Nordin              | 2 100 m  | 1'16"7 |
| 1987  | Sonia Williams     | Jet du Vivier      | Abraham Hubertus Post | Jan Kruithof            | 2 300 m  | 1'17"7 |
| 1986  | Rachel             | Fanacques          | Pierre Levesque       | Jean-Claude Billard     | 2 300 m  | 1'18"7 |
| 1985  | Qrysolle           | Hymour             | Michel Roussel        | Michel Roussel          | 2 300 m  | 1'19"9 |
| 1984  | Périne du Gédouin  | Héros de Mai       | Pierre Levesque       | Philippe David          | 2 300 m  | 1'18"  |
| 1983  | Option             | Chambon P          | Roger Baudron         | Roger Baudron           | 2 250 m  | 1'17"8 |
| 1982  | Neuilly            | Amyot              | Léopold Verroken      | Léopold Verroken        | 2 250 m  | 1'20"4 |
| 1981  | Malice Bleue       | Beau Ludois L      | Jean-René Gougeon     | Jean-René Gougeon       | 2 250 m  | 1'19"3 |
| 1980  | Larissa de Chenu   | Chambon P          | Raymond Clavreul      | Raymond Clavreul        | 2 250 m  | 1'20"5 |